# Sphenomorphus fuscolineatus
Sphenomorphus fuscolineatus — вид сцинкоподібних ящірок родини сцинкових (Scincidae). Ендемік Нової Гвінеї.

## Поширення і екологія
Sphenomorphus fuscolineatus мешкають в горах Центрального хребта в Індонезії і Папуа Новій Гвінеї, зокрема в горах Маоке. Вони живуть у вологих гірських тропічних лісах, на висоті від 400 до 1250 м над рівнем моря.